# Juarez (1939)
Juarez (bra: Juarez; prt: Derrocada de um Império) é um filme estadunidense de 1939, do gênero drama histórico, dirigido por William Dieterle, estrelado por Paul Muni e Bette Davis, e co-estrelado por Brian Aherne, Claude Rains e John Garfield. O roteiro de John Huston, Æneas MacKenzie e Wolfgang Reinhardt foi baseado na peça teatral "Juarez and Maximilian" (1925), de Franz Werfel; e no romance biográfico "The Phantom Crown" (1934), de Bertita Harding.

## Sinopse
No México da década de 1860, todos querem democracia, incentivados por Benito Juárez (Paul Muni). Ao chegar ao país, o recém-nomeado Imperador Maximiliano I (Brian Aherne) tenta reverter a situação, auxiliado por um grupo de monárquicos. Sua esposa, Carlota, viaja para a França para pedir ajuda a Napoleão III (Claude Rains), enquanto Abraham Lincoln continua a dar corda para Juarez. Maximiliano ainda enfrenta um drama particular: sua amada Carlota dá sinais de estar ficando louca.

## Elenco
- Paul Muni como Benito Juárez
- Bette Davis como Carlota da Bélgica
- Brian Aherne como Maximiliano I do México
- Claude Rains como Napoleão III
- John Garfield como Porfirio Díaz
- Donald Crisp como Marechal Achille Bazaine
- Joseph Calleia como Alejandro Uradi
- Gale Sondergaard como Imperatriz Eugênia
- Gilbert Roland como Coronel Miguel Lopez
- Henry O'Neill como Marechal Miguel Miramón
- William Wilkerson como General Tomás Mejía
- Harry Davenport como Dr. Samuel Basch
- Louis Calhern como Le Marc
- Walter Kingsford como Príncipe Richard von Metternich
- Irving Pichel como Gen. Carbajal
- Montagu Love como José de Montares
- John Miljan como Mariano Escobedo
- Hugh Sothern como John Bigelow
- Mickey Kuhn como Agustín de Iturbide y Green
- Holmes Herbert como Marshal Randon (não-creditado)
- Frank Reicher como Charles, Duque de Morny (não-creditado)

## Produção
Apesar de pretender ser uma biografia do estadista mexicano Benito Juárez, o filme é composto por três enredos interligados: as intrigas de Napoleão III para levar o México para a órbita francesa; o romance entre o Imperador Maximiliano I, títere francês, e sua futura esposa Carlota; e os esforços de Juárez para levar a democracia ao seu país, longe de interferência externa.
O roteiro, apesar de baseado primariamente no romance "The Phantom Crown" (1934), de Bertita Harding, e na peça de teatro "Juarez und Maximilian" (1925), de Franz Werfel, utilizou 357 outras fontes de informação.
"Juarez" e "Confessions of a Nazi Spy" foram as únicas produções de Hollywood, em 1939, a mostrar o desprezo estadunidense pelos regimes fascistas, em ascensão na Europa. Daí o material publicitário de "Juarez" traçar um paralelo entre o México de 1863 e a Tchecoslováquia de 1939, ocupada pela Alemanha desde o início daquele ano.
O figurinista Orry-Kelly fez uso do que chamou de "psicologia visual", que consistia na criação de diversos vestidos que mostravam o progressivo enlouquecimento de Carlota, ao mudar da cor branca no início, para a vermelha no final, com diversos tons intermediários no meio.
Produção cuidadosa, o diretor de arte Anton Grot produziu 3.643 desenhos para os 34 sets de filmagem, o maior deles uma recriação da Cidade do México. Erich Wolfgang Korngold, por sua vez, compôs 3000 compassos de música.
"Juarez" foi indicado a duas categorias do Oscar: melhor ator coadjuvante (Brian Aherne) e melhor fotografia em preto em branco (Tony Gaudio). O The New York Times situou-o entre os dez melhores filmes de 1939.
Para Ken Wlaschin, este é um dos melhores trabalhos de Paul Muni, que já interpretou Louis Pasteur em "The Story of Louis Pasteur" e Emile Zola em "The Life of Emile Zola" (1937).
Nada disso fez da produção um sucesso de bilheteria. A crítica especializada não foi unânime nos elogios: consensualmente, estabeleceu-se que o que sobrava em didatismo, faltava em diversão.
O ator e diretor mexicano Miguel Contreras Torres processou a Warner Bros. por plagiar "Juarez y Maximiliano", que ele produziu e dirigiu em 1934. A Warner perdeu a ação e foi condenada, entre outras coisas, a distribuir a produção mexicana. Para isso, ela elaborou uma versão em inglês, intitulada "The Mad Empress", lançada também em 1939. Essa versão contava com Conrad Nagel e Medea de Novara no elenco principal.

## Prêmios e indicações
| Ano  | Cerimônia | Categoria                           | Indicado     | Resultado |
| ---- | --------- | ----------------------------------- | ------------ | --------- |
| 1940 | Oscar     | Melhor ator coadjuvante             | Brian Aherne | Indicado  |
| 1940 | Oscar     | Melhor fotografia em preto e branco | Tony Gaudio  | Indicado  |